# Токаматі (Ніїґата)

37°00′28″ пн. ш. 138°45′31″ сх. д. / 37.00778° пн. ш. 138.75861° сх. д.
Токама́ті (яп. 十日町市, とおかまちし, МФА: [toːkamat͡ɕi̥ ɕi]) — місто в Японії, в префектурі Ніїґата.

## Короткі відомості
Розташоване в півнденній частині префектури, в центрі западини Токаматі, у верхній течії річки Сінано. Виникло на базі сільських поселень раннього нового часу. Отримало статус міста 31 березня 1954 року. Основою економіки є сільське господарство, рисівництво, текстильна промисловість, інформаційні технології. Традиційне ремесло — виготовлення високоякісного шовку. Станом на 1 квітня 2009 площа міста становила 589,92 км². Станом на 1 червня 2011 населення міста становило 58 294 осіб.